# Jaślany (przystanek kolejowy)
Jaślany – przystanek kolejowy w Jaślanach, w województwie podkarpackim, w Polsce.

## Ruch pasażerski
| Rok  | Wymiana pasażerska na dobę |
| ---- | -------------------------- |
| 2017 | –                          |
| 2022 | 0-9                        |

## Historia
Stacja kolejowa w Jaślanach znajduje się na zachód od wsi na terenie przysiółka Bugaj, a murowany budynek stacji stoi po lewej stronie torów . 2 września 1939 roku niemieckie lotnictwo dokonało nalotu na stację , a 10 stycznia 1940 roku grupa sabotażowa Związku Walki Zbrojnej dokonała wykolejenia pociągu pozorując rozsunięcie się naprawionych torów . Winę za to w celu aby nie dopuścić do niemieckich represji wzięła na siebie niemiecka firma Johanna Henninga , której kierownik sympatyzował z Polakami . W październiku 1942 roku grupa sabotażowa Armii Krajowej dokonała kolejnej akcji sabotażowej na terenie stacji powodując zatarcie się kół i odłączenie się 8 wagonów ze sprzętem wojskowym na front wschodni . Na terenie stacji kolejowej zakonspirował się Adam Hilenbrand - były urzędnik w Biurze Kierownictwa Budowy PZL Wytwórni Płatowców Nr 2 w Mielcu-Cyrance , który za działalność sabotażowo-wywiadowczą został aresztowany w Chorzelowie i zamordowany w dniu 19 października 1943 roku w Charzewicach pod Rozwadowem . 10 stycznia 1944 roku grupa dywersyjna Armii Krajowej zdobyła 120 mundurów, 60 par butów i inne materiały potrzebne dla wojska, które znajdowały się w wagonach stojących na trasie Tuszów Narodowy - Jaślany . 27 lipca 1944 roku patrol dywersyjny Armii Krajowej pod dowództwem Jana Mazura pseudonim Stalowy na stacji zdobył transport mundurów i zlikwidował konwojentów . W roku 1997 przeprowadzono remont linii kolejowej na odcinku Jaślany - Padew i Jaślany - Tuszów Narodowy z pominięciem samego przystanku kolejowego. W latach 2009–2022 przez przystanek przejeżdżały pociągi towarowe, gdyż ruch pasażerski został zawieszony w 2009 roku. W marcu 2022 roku rozpoczęto prace remontowe na odcinku Mielec-Padew Narodowa, przy którym znajduje się przystanek. W ramach prac remontowych został przebudowany peron przystanku. Zakończenie prac budowlanych i uruchomienie na tym odcinku ruchu pociągów towarowych nastąpiło w dniu 28 września 2022 roku, a ruchu pociągów pasażerskich w dniu 6 listopada 2022 roku. 15 grudnia 2024 roku przywrócono kursy pociągów pasażerskich przejeżdżających przez przystanek kolejowy na odcinku Tarnobrzeg–Mielec–Dębica.